# Terzo principio della termodinamica
Il terzo principio della termodinamica, detto anche teorema di Nernst, è un teorema della termodinamica. Nato e formulato inizialmente come principio, può essere dimostrato a partire da altri principi, e in particolare dal secondo.
Come il secondo principio, a cui è strettamente legato, stabilisce l'impossibilità di realizzare una certa classe di fenomeni. Esistono varie formulazioni, una moderna è la seguente:
Allo zero assoluto (zero kelvin), il sistema deve essere in uno stato con la minima energia possibile e tale enunciato del terzo principio afferma che un cristallo perfetto a tale temperatura ha solo un microstato possibile. Da un punto di vista statistico, l'entropia è proporzionale al logaritmo del numero di microstati accessibili, e per un sistema consistente di molte particelle la meccanica quantistica indica che vi è un solo unico stato chiamato stato fondamentale con la minima energia. 
Se il sistema non ha un ben preciso ordine (ad esempio se è un solido amorfo), allora in pratica rimane una entropia finita anche allo zero assoluto, ma il sistema a bassa temperatura rimane bloccato in una delle tante configurazioni che hanno minima energia. Il valore costante residuale è detto entropia residua del sistema. 
La formulazione di questo principio secondo Nernst-Simon si preoccupa di processi termodinamici a bassa temperatura costante:
In questo caso si intende per sistema condensato un liquido o un solido.
La formulazione classica di Nernst (attualmente è considerata più una conseguenza del terzo principio della termodinamica piuttosto che la legge stessa) afferma:

## Il terzo principio come teorema
Il terzo principio della termodinamica è a tutti gli effetti un teorema. Per dimostrarlo si immagini di avere a che fare con una macchina reversibile che lavora tra le temperature {\displaystyle \theta } e {\displaystyle \theta _{0}}, non importa quale delle due sia la maggiore. Si supponga poi che la macchina in questione scambi le quantità di calore {\displaystyle Q} e {\displaystyle Q_{0}} con sorgenti alle temperature {\displaystyle \theta } e {\displaystyle \theta _{0}} rispettivamente. In questo modo può essere definita operativamente la temperatura assoluta (misurata in kelvin) utilizzando la relazione
{\displaystyle \theta =\theta _{0}\left|{\frac {Q}{Q_{0}}}\right|,}
da cui risulta chiaro come variare una temperatura non significa altro che moltiplicarla per una certa quantità, ovvero il rapporto tra gli scambi di calore. Così se si avesse a disposizione un frigorifero, reale questa volta, che è in grado, ad ogni suo ciclo, di far diminuire la sua temperatura di un fattore {\displaystyle \left|{\frac {Q}{Q_{0}}}\right|,} esso non riuscirebbe mai a giungere allo zero assoluto con un numero finito di cicli: infatti, per il secondo principio della termodinamica, il rendimento di una macchina reale {\displaystyle \eta _{\mathrm {reale} }} è pari a
{\displaystyle \eta _{\mathrm {reale} }=1-{\frac {Q_{\mathrm {ceduto} }}{Q_{\mathrm {assorbito} }}},}
con
{\displaystyle 0\leq \eta _{\mathrm {reale} }<1.}
Grazie a queste ultime due proprietà è facile comprendere che
{\displaystyle 0<{\frac {Q}{Q_{0}}}\leq 1}
ovvero che il rapporto tra il calore ceduto e quello assorbito non può mai assumere un valore nullo. In questo senso, per esempio, se un frigorifero riuscisse ad ogni ciclo a dimezzare la sua temperatura, non riuscirebbe in alcun caso, e tantomeno con un unico ciclo, a portarla a zero in un tempo finito.

## Giustificazione statistica
Dal punto di vista microscopico, quindi nel campo della meccanica statistica, il terzo principio può essere espresso in questo modo:
l'entropia assoluta di un solido cristallino alla temperatura di 0 K è 0.
Come si nota, appare l'espressione entropia assoluta, ovvero l'entropia non viene considerata in relazione al calore scambiato in una reazione, ma piuttosto come grandezza assoluta. In termodinamica statistica, infatti, l'entropia è data dalla relazione 
{\displaystyle S=k_{B}\log W}
dove {\displaystyle S} è l'entropia, {\displaystyle k_{B}} è la costante di Boltzmann, data da {\displaystyle k_{B}={\frac {R}{N_{A}}}} (cioè il rapporto tra la costante dei gas perfetti e la costante di Avogadro) e {\displaystyle W} è il numero di microstati del sistema compatibile col numero di macrostati.
Dall'equazione risulta evidente che la variabile da cui dipende l'entropia è {\displaystyle W}; infatti, {\displaystyle R} ed {\displaystyle N_{A}} sono due costanti e per questo lo è anche {\displaystyle k_{B}}. Il macrostato può essere definito come l'insieme delle condizioni macroscopiche di un sistema, quindi pressione, temperatura, numero di moli e volume. Il microstato è invece un concetto legato al tempo. Si può immaginare di scattare all'istante {\displaystyle t} una foto ad un sistema che si trovi in determinate condizioni, cioè in un ben preciso macrostato. In tale istante, ognuna delle particelle del sistema ha una determinata posizione, diversa da quella che si può osservare in una seconda foto scattata all'istante {\displaystyle t_{1}}. La rapidità e la possibilità che hanno queste particelle di cambiare la loro posizione dipende dal macrostato.
Intuitivamente è facile notare come il numero di microstati possibili cambi a seconda delle condizioni che definiscono il macrostato del sistema. Infatti,
1. esso è proporzionale al volume: maggiore è la capacità del sistema, più possibilità hanno le molecole di muoversi;
2. esso è proporzionale alla temperatura: infatti, come risulta dalla teoria cinetica dei gas, ad alte temperature l'energia cinetica delle particelle aumenta e quindi aumentano il numero di urti e, di conseguenza, il numero di microstati;
3. esso aumenta all'aumentare del numero di particelle contenute nel sistema;
4. esso diminuisce con l'aumentare della pressione: questo perché, a pressioni elevate, la distanza tra le singole particelle diminuisce e, quindi, anche lo spazio in cui esse possono muoversi.

Queste considerazioni permettono di affermare che tra l'entropia di un solido, quella di un liquido e quella di un gas sussiste in genere la seguente relazione:
{\displaystyle S_{\mathrm {solido} }<S_{\mathrm {liquido} }<S_{\mathrm {gas} }.}
Risulta chiaro, quindi, che se la temperatura è di 0 K, anche l'energia cinetica delle particelle che compongono il sistema è 0 e, di conseguenza, queste ultime restano ferme. Il numero di microstati possibili compatibili con tale macrostato è 1 e, poiché il logaritmo di 1 è 0, {\displaystyle S} risulta essere pari a zero.
Esiste una eccezione al fatto che l'entropia della fase solida sia inferiore alla fase liquida: il caso dell'elio-3. Infatti per questo isotopo dell'elio al di sotto di 0.31 K l'entropia del solido è maggiore di quella del liquido.
La spiegazione è che al di sotto di 0.31 K il solido continua ad avere due stati dello spin, quindi con una entropia finita, mentre il liquido essendo un liquido di Fermi ha una entropia che diminuisce linearmente con la temperatura. A temperatura molto più bassa (frazioni di mK) anche l'entropia dell'elio-3 solido va a zero e quindi il terzo principio continua ad essere valido. 

## Dimostrazione statistica del terzo principio
Dal punto di vista statistico, il terzo principio può essere dimostrato nel modo seguente.
Si può introdurre la probabilità che all'equilibrio termico un singolo sistema canonico (che si mantiene all'equilibrio mediante soli scambi di calore) occupi un determinato livello energetico {\displaystyle \epsilon _{\alpha }}, definita come:
{\displaystyle \rho _{\alpha }={\frac {g_{\alpha }e^{-\beta \epsilon _{\alpha }}}{Z_{c}}}}
dove le  {\displaystyle g_{\alpha }} rappresentano la molteplicità dello stato quantistico (che non dipende dal volume o dalla pressione del sistema, ma solo dalle simmetrie interne del sistema), {\displaystyle Z_{c}} è la funzione di partizione canonica e {\displaystyle \beta ={\frac {1}{k_{B}T}}}.
A questo punto si può effettuare un limite per {\displaystyle T\rightarrow 0}, ovvero per {\displaystyle \beta \rightarrow \infty }:
{\displaystyle \lim _{\beta \to \infty }\rho _{\alpha }=\lim _{\beta \to \infty }{\frac {g_{\alpha }e^{-\beta \epsilon _{\alpha }}}{Z_{c}}}=\lim _{\beta \to \infty }{\frac {{\frac {g_{\alpha }}{g_{0}}}e^{-\beta (\epsilon _{\alpha }-\epsilon _{0})}}{1+\sum _{\alpha =1}^{\infty }{\frac {g_{\alpha }}{g_{0}}}e^{-\beta (\epsilon _{\alpha }-\epsilon _{0})}}}=\delta _{\alpha ,0}}
dove l'ultimo passaggio è giustificato dal fatto che per {\displaystyle \alpha \neq 0}, l'esponenziale al numeratore tende ad annullare tutta la frazione. La {\displaystyle \delta _{\alpha ,0}} è la delta di Kronecker, che vale 1 solo quando {\displaystyle \alpha =0}.
A questo punto si possono calcolare l'energia e l'entropia del sistema iniziale nel limite per {\displaystyle T\rightarrow 0}:
{\displaystyle \lim _{T\to 0}E=\lim _{\beta \to \infty }E=\sum _{\alpha =0}^{\infty }\rho _{\alpha }\epsilon _{\alpha }=\sum _{\alpha =0}^{\infty }\delta _{\alpha ,0}\epsilon _{\alpha }=\epsilon _{0}}
{\displaystyle \lim _{T\to 0}S=\lim _{\beta \to \infty }S=\sum _{\alpha =0}^{\infty }k_{B}\rho _{\alpha }ln({\frac {g_{\alpha }}{\rho _{\alpha }}})=\sum _{\alpha =0}^{\infty }k_{B}\rho _{\alpha }ln({\frac {g_{\alpha }}{\rho _{\alpha }}})=k_{B}ln(g_{0})}
La prima relazione mostra che per {\displaystyle T=0}, l'energia del sistema è solo quella dello stato fondamentale, detta energia di punto zero.
La seconda relazione invece mostra che in generale l'entropia per {\displaystyle T=0} non dipende da variabili di stato termodinamiche, ma solo dalla molteplicità dello stato fondamentale.

## Il terzo principio a partire dall'equazione dei gas perfetti
Il terzo principio della termodinamica può essere ritenuto valido (anche se non è una dimostrazione rigorosa) partendo dall'equazione di stato dei gas perfetti:
{\displaystyle pV=nRT\!\;}
Si vuole realizzare una trasformazione isobara (a pressione costante) di un gas ideale. Esplicitando l'equazione rispetto al volume risulta che:
{\displaystyle V={\frac {nRT}{p}}\!\;}
La temperatura risulta quindi direttamente proporzionale al volume:
{\displaystyle V=T{\frac {nR}{p}}\!\;}
Se quindi la temperatura T fosse pari a 0 kelvin (zero assoluto), il volume del gas diventerebbe pari a 0 metri cubi.
{\displaystyle V=0{\frac {nR}{p}}\!\;}
{\displaystyle V=0\!\;}
Ciò non è possibile presumendo che, essendo la massa m del gas diversa da 0 (avendo supposto il gas esistente), la densità sarebbe:
{\displaystyle \rho ={\frac {m}{0}}}
Che non è evidentemente possibile a causa della divisione per zero.
Tale dimostrazione non è rigorosa perché il fatto che il gas abbia temperatura uguale a 0 non implica che il volume debba essere necessariamente uguale a 0. Questo è dovuto al fatto di avere assunto come equazione di stato l'equazione dei gas perfetti: a rigore, la dimostrazione non si può applicare al di fuori di sistemi descritti da tale equazione, mentre in natura si ha un'enorme quantità di esempi di sistemi descritti da altre equazioni di stato.
In realtà il ragionamento rimane lo stesso poco rigoroso: il gas potrebbe avere infatti temperatura uguale a 0 e volume arbitrario a patto di avere anche pressione nulla (tale valore della pressione renderebbe indeterminata la formula del calcolo del volume). Tale situazione sarebbe anche coerente con il fatto che, dato che allo zero assoluto le molecole sono ferme, non urtano contro le pareti di un ipotetico contenitore e quindi il gas è privo di pressione.